# La Farsa
La Farsa fue una publicación periódica de carácter satírico editada en Madrid a lo largo de 1867, en las postrimerías del reinado de Isabel II.

## Historia
Editado en Madrid, con el subtítulo «periódico político satírico», fue primero impreso en la imprenta de F. Fernández y Compañía, después lo haría en la de R. Vicente. Sus ejemplares eran de cuatro páginas, con unas dimensiones de 0,347 x 0,235 m.  Salía los días 8, 15, 23 y 30 de cada mes. Su primer número apareció el 8 de mayo de 1867. Cesó con el número xxxii, que correspondía al 30 de diciembre de dicho año. Su director y fundador fue Juan Rico y Amat e intervino en la redacción Adolfo Llanos y Alcaraz.